# Shenise Johnson
Shenise Monet Johnson (ur. 8 grudnia 1990 w Rochester) – amerykańska koszykarka występująca na pozycjach rozgrywającej lub rzucającej, obecnie zawodniczka Hapoelu Petach Tikwa.
6 marca 2020 trafiła w wyniku transferu do Minnesoty Lynx.

## Osiągnięcia
Stan na 23 marca 2021, na podstawie, o ile nie zaznaczono inaczej.

### NCAA
- Uczestniczka rozgrywek II rundy turnieju NCAA (2011, 2012)
- Mistrzyni sezonu regularnego konferencji Atlantic Coast (ACC – 2011)
- Zawodniczka roku ACC (2011)
- MVP turnieju:
  - Miami Holiday Classic (2010)
  - Wyndham Miami Thanksgiving (2009)
  - UM Holiday (2008)
- Zaliczona do:
  - I składu:
    - All-America (2011 przez WBCA, USBWA, Associated Press, 2012)
    - ACC (2010–2012)
    - defensywnego ACC (2010–2012)
    - najlepszych pierwszorocznych zawodniczek ACC (2009)
    - turnieju:
      - ACC (2011)
      - Miami Thanksgiving (2009, 2010)
      - WNIT (2010)
      - UM Holiday (2008)

  - składu honorable mention ACC (2009)
- Liderka ACC w skuteczności rzutów wolnych (84,6% – 2011)

### WNBA
- Wicemistrzyni WNBA (2015)

### Drużynowe
- Mistrzyni:
  - Euroligi (2013)[5]
  - Węgier (2013[5], 2017[6])
  - Słowacji (2016)
- Wicemistrzyni Ligi Europy Środkowej (2013)[5]
- Zdobywczyni pucharu:
  - Węgier (2013[5], 2017[6])
  - Słowacji (2016)

### Indywidualne
(* – nagrody przyznane przez portal eurobasket.com)
- Zaliczona do*:
  - I składu zawodniczek zagranicznych ligi węgierskiej (2013, 2017)[5][6]
  - II składu ligi węgierskiej (2013)[5]
  - składu honorable mention ligi tureckiej (2014)[7]
- Liderka ligi węgierskiej w przechwytach (2013)[5]

### Reprezentacja
- Mistrzyni świata U–19 (2009)